# Roger Maillet
Roger Maillet (21 février 1896 à Montréal au Canada - 13 mars 1960 à Notre-Dame-de-l'Île-Perrot) est un homme d'affaires québécois, journaliste, et mécène original, fondateur (avec son frère Rolland) du journal à succès Le Petit Journal.

## Biographie
Roger Maillet est le fils de Gaston Maillet et d'Eugénie Boudet. Il a fait ses études au Collège Sainte-Marie de Montréal et au collège Stanislas (Paris) de 1911 à 1913. Il a étudié le droit à l'Université Laval et à l'Université McGill.

## Colonel Roger Maillet
Lieutenant dans l'artillerie canadienne en 1916, il demanda une mutation dans le Royal Flying Corps en 1917 et obtint son certificat de pilote à la Central Flying School. Envoyé en France en 1918, il a servi au Front comme pilote de reconnaissance et de bombardement dans la 48e escadrille (Bristol Fighter) du Royal Air Force qui prit part aux batailles victorieuses d'Amiens et d'Ypres.
Décorations : Médaille commémorative de la guerre 1914-1918, Médaille interalliée 1914-1918.
Journaliste de combat, il a collaboré au Réveil, au National, à la Bataille, à l'Escholier, à la Revue Moderne et à L'Action (de Jules Fournier). Il a dirigé Le Matin, un quotidien fondé par son père Gaston devenu hebdomadaire d'avant-garde.

## Période de l'Arche
Entre 1904 et 1929, des dizaines de peintres, d'écrivains, de musiciens et d'intellectuels trouvent refuge sous les combles de ce qui était alors le 22, rue Notre-Dame Est pour y travailler, discuter, assister à des conférences ou participer à des « galas » de poésie et de musique — pour échapper en somme à la grisaille culturelle ambiante. Transformé en atelier par le peintre Émile Vézina, ce grenier, aujourd'hui disparu pour faire place à un loft, prit très tôt le nom de L'Arche.
Vers 1913, Émile Vézina, tout en continuant de fréquenter l'atelier, cède la place à quatre étudiants épris de poésie et de musique, qui cherchaient un endroit où se retrouver et laisser libre cours à leur fantaisie : Victor Barbeau, Roger Maillet, Ubald Paquin et Philippe La Ferrière. Ces quatre larrons fondèrent bientôt la Tribu des Casoars (devenu plus tard le Casoar-Club), un groupe littéraire qui rassembla rapidement une douzaine de journalistes et d'écrivains anticonformistes et férocement opposés à la littérature régionaliste dominante. Barbeau surtout, qui avait une plume acérée et s'initia au journalisme au Devoir puis au Nationaliste, devint un défenseur acharné des écrivains « exotistes », secondé par le poète et critique Marcel Dugas.
C'est Roger Maillet, journaliste et plus tard cofondateur du Petit Journal, qui donna le nom de L'Arche à l'atelier et y organisa les premières soirées du groupe des Casoars : concerts, récitals de poésie, causeries. Artistes, mais aussi avocats, médecins, collectionneurs d'art, tous ceux qui se piquaient de culture et que n'effrayait pas la réputation sulfureuse de L'Arche (en raison des modèles féminins qui posaient parfois nus pour les peintres de l'atelier) raffolaient de l'atmosphère qui régnait lors de ces soirées bien arrosées".

## Rencontre avec Corinne Dupuis
Parmi les habitués de L'Arche, il rencontre l'artiste Corinne Dupuis (1895-1990), fille de Narcisse Dupuis (président du grand magasin Dupuis Frères) et de Albertine Francoeur, qu'il épouse le 16 novembre 1920. Le couple Dupuis-Maillet fait de sa demeure le rendez-vous des artistes et de l'élite intellectuelle de l'entre-deux-guerres.
De ce mariage sont nées deux enfants : Andrée Maillet, écrivaine, et Françoise Maillet.
Le couple est aujourd'hui reconnu comme ayant grandement contribué à la promotion des arts au Québec. En 1936, elle avait fondé la Société Casavant vouée à la présentation de récitals d'orgue et à l'octroi de bourses d'études de l'orgue. Elle dirige également pendant plus de vingt ans la Revue Amérique Française. En 1973, Corinne Dupuis-Maillet est décorée de l’Ordre du Canada.

## Le Petit Journal
Roger et son frère Roland fondent en 1926 Le Petit Journal, un hebdomadaire à sensation. « C’est le premier hebdomadaire à atteindre un tirage d’un million d’exemplaires, devenant l’hebdomadaire de langue française le plus vendu en Amérique. Ce journal contribue à la fortune personnelle des Maillet et, vers 1930, le colonel achète une propriété dans l’Île Perrot où il fait construire un somptueux domaine qu’il baptise du nom de L’Arche ». C'est là qu'il meurt en 1960. Le domaine lui-même est détruit par un incendie en 1965.

## Musée historique de l'Île Perrot
Après la guerre, Roger Maillet caresse le rêve de préserver et de faire connaître le patrimoine culturel des Canadiens-français. Le projet voit le jour en 1953 avec la création de la Société historique de Vaudreuil-Soulanges et l'inauguration du Musée historique de l'Île Perrot à Notre-Dame-de-l'Île-Perrot. Le musée bénéficie du don par Roger Maillet de plusieurs pièces (29 objets) de sa collection personnelle. Déménagé à Vaudreuil (Vaudreuil-Dorion) en 1959, le musée devient en 1980, le Musée régional de Vaudreuil-Soulanges.